# George Strait (альбом)
| Оценки критиков | Оценки критиков |
| Источник        | Оценка          |
| --------------- | --------------- |
| Allmusic        | [ 1 ]           |

George Strait — двадцатый студийный альбом американского кантри-певца Джорджа Стрейта, вышедший 19 сентября 2000 года на лейбле MCA Nashville (и 27-й альбом в сумме с концертными и сборными). Продюсером был Тони Браун и сам Стрейт. Первый в карьере певца альбом не получивший платиновго статуса и не давший ни одного кантри-сингла на № 1
Альбом получил умеренные отзывы музыкальных критиков и возглавил кантри-чарт Top Country Albums, он получил золотой статус RIAA.

## Список композиций
1. «If You Can Do Anything Else» (Billy Livsey, Don Schlitz) — 4:06
2. «Don’t Make Me Come Over There and Love You» (Jim Lauderdale, Carter Wood) — 2:04
3. «Looking Out My Window Through the Pain» (John Schweers) — 3:39
4. «Go On» (Tony Martin, Mark Nesler) — 3:48
5. «If It’s Gonna Rain» (Dean Dillon, Scotty Emerick, Donny Kees) — 3:46
6. «Home Improvement» (Dana Hunt, Tim Ryan Rouillier) — 2:45
7. «The Night’s Just Right for Love» (Родни Кроуэлл) — 3:57
8. «You’re Stronger Than Me» (Hank Cochran, Jimmy Key) — 2:52
9. «Which Side of the Glass» (Hunt, Fred Knobloch) — 3:20
10. «She Took the Wind from His Sails» (Dillon, Kees) — 3:58

## Позиции в чартах
| Чарт (2000)                       | Высшая позиция |
| --------------------------------- | -------------- |
| U.S. Billboard Top Country Albums | 1              |
| U.S. Billboard 200                | 7              |
| Canadian RPM Country Albums       | 8              |